# Stolonomie
La Stolonomie : tracté contenant la manière de dresser, fournir, equipper et entretenir en tout temps en bon ordre une armée de mer et raisons des frais d'icelle est un ouvrage de marine du XVIe siècle. C'est le plus ancien traité sur les galères qu'on connaisse.
D'auteur inconnu, le manuscrit de la Stolonomie, sur vélin, in-octavo, est conservé à la Bibliothèque Nationale de Paris sous la cote français 2133. Autrefois, il avait porté le no 7972-8 de la Bibliothèque royale, et auparavant le no 5130 de la bibliothèque de Colbert.
La Stolonomie est adressée au roi Henri II (1519–1559) et a appartenu par la suite à Jean-Baptiste Colbert (1619-1683). Le règne de Henri II fut l'apogée des galères au XVIe siècle.
« Stolonomie » est formé du grec ancien στολή, stolê (« équipement, armement ») et νόμος, « loi ».
Johannes Georgius Fennis, professeur d'ancien français et d'histoire du français à l'université de Nimègue, a démontré la spécificité marseillaise du vocabulaire nautique de l'ouvrage, parlé sur les chantiers de construction navale de Marseille et de Toulon.